# Goat Island (Port Jackson)
Goat Island (nome aborigeno Memel) è un'isola che si trova nel porto di Sydney (Port Jackson), nel Nuovo Galles del Sud, in Australia. Appartiene alla Local Government Area della Città di Sydney e fa parte del Sydney Harbour National Park.

## Geografia
L'isola è lunga circa 300 m e larga 180 m; ha un'area di 5,4 ettari e un'altezza di 40 m. Si trova a nord-ovest del distretto affaristico centrale di Sydney (CBD), di fronte al sobborgo di Balmain, e all'incrocio di Darling Harbour con il canale principale del porto di Sydney.